# Pardosa rainieriana
Pardosa rainieriana là một loài nhện trong họ Lycosidae.
Loài này thuộc chi Pardosa. Pardosa rainieriana được Allen Lowrie & Charles Denton Dondale miêu tả năm 1981.